# Strong Openweight Tag Team Championship
Gli Strong Openweight Tag Team Championship è un titolo di wrestling per tag team, creato dalla New Japan Pro-Wrestling per il roster americano NJPW Strong.
I primi campioni sono stati gli Aussie Open (Kyle Fletcher e Mark Davis) che hanno sconfitto nella finale del torneo di assegnazione Christopher Daniels e Yuya Uemura.
Gli attuali campioni sono i Grizzled Young Veterans che hanno sconfitto i TMDK (Mikey Nicholls e Shane Haste) a Fighting Spirit Unleashed 

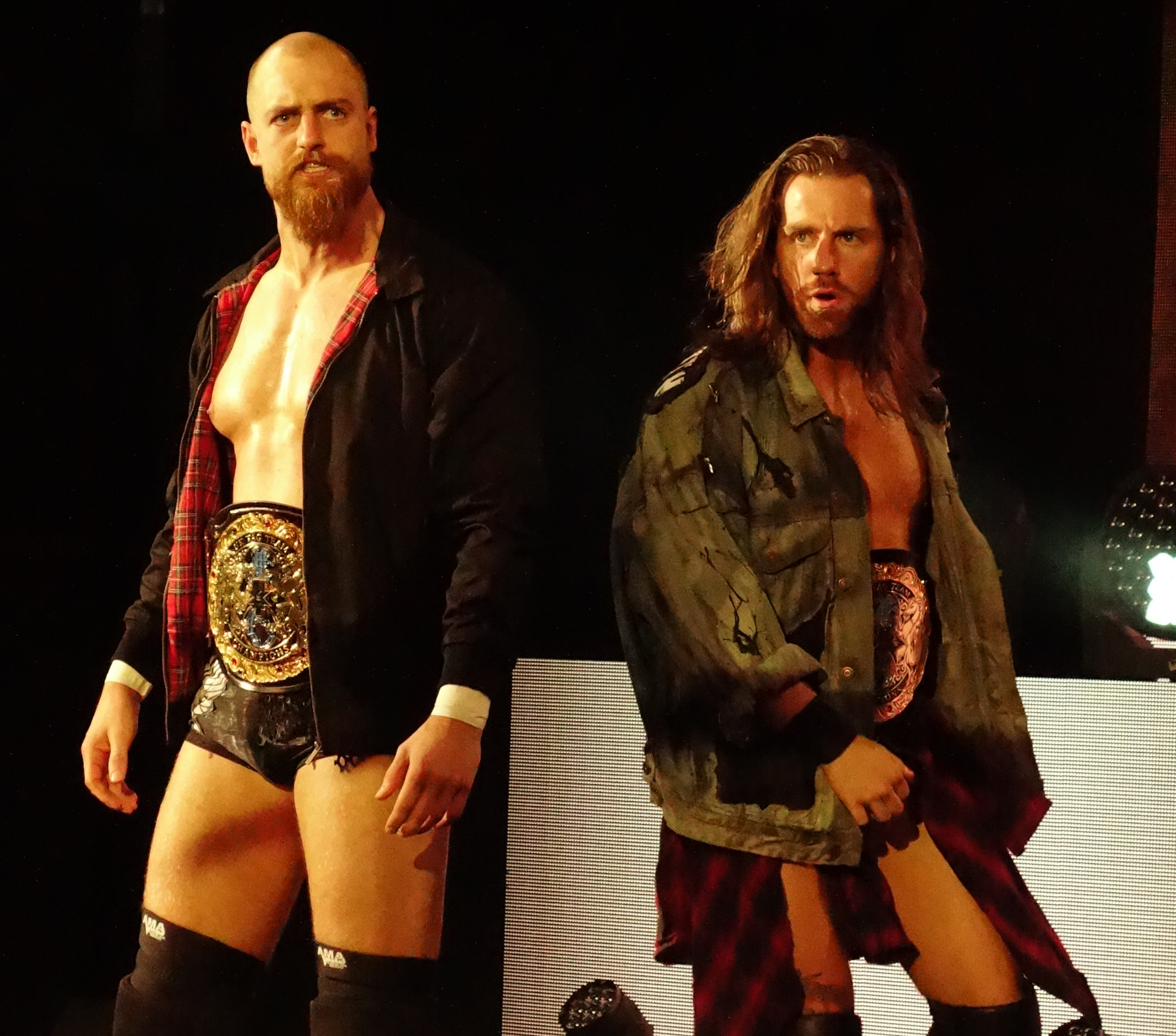
Gli attuali campioni, Grizzled Young Veterans

## Albo d'oro
| #  | Nome                                                     | Luogo                  | Evento                        | Data            | Regno | Giorni | Difese | Note | Fonti  |
| -- | -------------------------------------------------------- | ---------------------- | ----------------------------- | --------------- | ----- | ------ | ------ | --- | ------ |
| 1  | Aussie Open (Kyle Fletcher e Mark Davis)                 | Charlotte              | Strong: High Alert            | 24 luglio 2022  | 1     | 96     | 3      | Hanno sconfitto nella finale del torneo di assegnazione il team di Christopher Daniels e Yuya Uemura. | [ 1 ]  |
| 2  | The Motor City Machine Guns (Chris Sabin e Alex Shelley) | New York               | Rumble on the 44th Street     | 28 ottobre 2022 | 1     | 169    | 3      | L'incontro vedeva coinvolto anche il team di Kevin Knight e DKC | [ 2 ]  |
| 3  | Aussie Open (Kyle Fletcher e Mark Davis)                 | Washington             | Capital Collision             | 15 aprile 2023  | 2     | 36     | 1      | L'incontro vedeva coinvolto anche il team di Hiroshi Tanahashi e Kazuchika Okada. | [ 3 ]  |
| —  | Vacante                                                  | —                      | 21 maggio 2023                | —               | —     | —      | —      | Reso vacante a causa di un infortunio di Davis. | [ 4 ]  |
| 4  | Bishamon (Hirooki Goto e Yoshi-Hashi)                    | Osaka                  | Dominion 6.4 in Osaka-jo Hall | 4 giugno 2023   | 1     | 30     | 0      | L'incontro era un Three-Way Tag Team Match con in palio anche i vacanti IWGP Tag Team Championship e coinvolgeva anche Evil e Yujiro Takahashi, Great-O-Khan e Aaron Henare.                                 | [ 5 ]  |
| 5  | Bullet Club War Dogs (Alex Coughlin e Gabe Kidd)         | Tokyo                  | Independence Day              | 4 luglio 2023   | 1     | 97     | 0      | | [ 6 ]  |
| 6  | Guerrillas of Destiny (Hikuleo e El Phantasmo)           | Tokyo                  | Destruction in Ryogoku        | 9 ottobre 2023  | 1     | 186    | 5      | | [ 7 ]  |
| 7  | TMDK (Mikey Nicholls e Shane Haste)                      | Chicago                | Windy City Riot               | 12 aprile 2024  | 1     | 29     | 1      | Era un incontro a quattro coppie che coinvolgeva anche Royce Isaacs e Jorel Nelson, Fred Rosser e Tom Lawlor.                                                                                                | [ 8 ]  |
| 8  | Guerrillas of Destiny (Hikuleo e El Phantasmo)           | Ontario                | Resurgence                    | 11 maggio 2024  | 2     | 29     | 0      | | [ 9 ]  |
| 9  | TMDK (Mikey Nicholls e Shane Haste)                      | Osaka                  | Dominion 6.9 in Osaka-jo Hall | 9 giugno 2023   | 2     | 152    | 2      | Era un Four Corner Survival Elimination Tag Team Match con in palio anche gli IWGP Tag Team Championship. Erano coinvolti nell'incontro anche Chase Owens e Kenta e i Bishamon (Hirooki Goto e Yoshi-Hashi). | [ 10 ] |
| 10 | Grizzled Young Veterans (James Drake e Zack Gibson)      | Lowell (Massachusetts) | Fighting Spirit Unleashed     | 8 novembre 2024 | 1     | 128+   | 0      | | [ 11 ] |